# 牙甫泉镇
牙甫泉镇，是中华人民共和国新疆维吾尔自治区喀什地区疏勒县下辖的一个乡镇级行政单位。

## 行政区划
牙甫泉镇下辖以下地区：
库木什拉克一村、硝尔鲁克二村、喀拉塔什三村、塔勒库如克四村、铁热克博斯坦五村、巴扎六村、加依托格拉克七村、色日克托格拉克八村、开依克艾日克九村、尤喀克通鲁克十村、欧吐拉通鲁克十一村、阿克提其十二村、通鲁克十三村、托万通鲁克十四村、硝尔鲁克十五村、阿亚克苏努鲁克十六村、喀帕十七村、吐排艾日克十八村、都兰铁米十九村、霍吉鲁克二十村和琼库尔艾日克二十一村。